# بچه‌اژدهای کوچک
بچه‌اژدهای کوچک (نام علمی: Draconetta xenica) نام یک گونه از تیره بچه‌اژدهاماهیان نشیب است.